# Egged

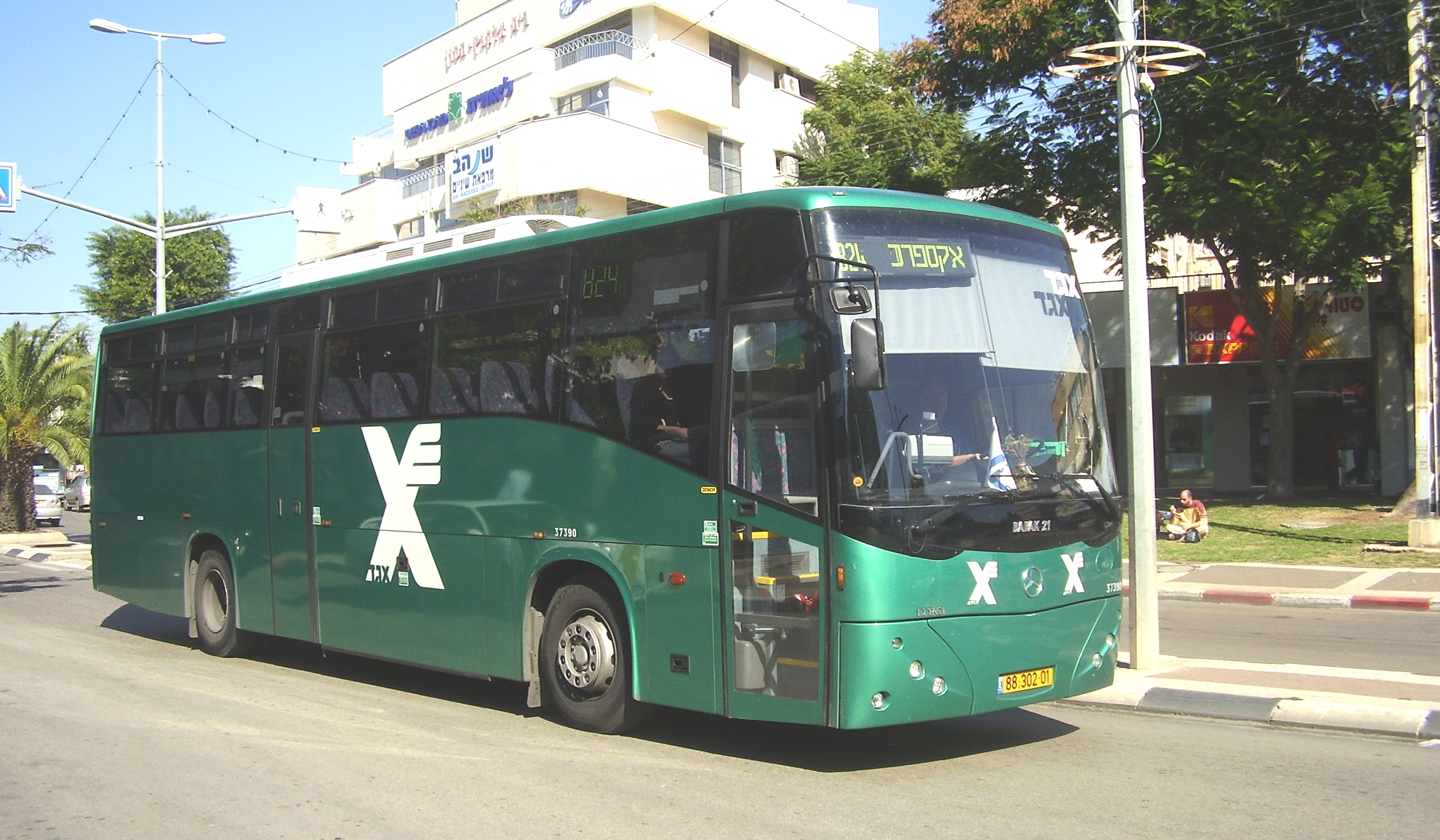
Ônibus inter-municipal da Egged em Afula.

Egged Sociedade Cooperativa de Transportes em Israel Ltd (em hebraico: אגד) é a maior empresa de ônibus de Israel e a segunda maior do mundo (depois da London Buses). Uma cooperativa de propriedade de seus membros, a Egged emprega 6227 trabalhadores e tem 3105 ônibus para mais de 1038 linhas de serviço e 3984 rotas alternativas por todo Israel. A Egged faz 44.957 viagens por dia, transportando cerca de um milhão de passageiros por mais de 810,519 km de estradas. Itinerários de ônibus da Egged alcançam a maioria dos assentamentos, os kibutzim, moshavim e cidades em Israel. A Egged também executa redes de ônibus locais na maioria das cidades e vilas israelenses.